# Sông Manzanares
Sông Manzanares là một con sông ở miền trung Tây Ban Nha, chảy từ Sierra de Guadarrama, đi qua Madrid, và cuối cùng đổ vào sông Jarama.
Sông Manzanares bắt nguồn gần đèo Navacerrada trong dãy núi Guadarrama. Lưu vực sông trên được bảo vệ như khu vực Parque de la Cuenca Alta del Manzanares, một khu bảo tồn thiên nhiên được công nhận là khu dự trữ sinh quyển của UNESCO.
Sông có chiều dài 92 km. Độ cao nguồn là 2010 mét. Lưu lượng nước đạt 10 – 15 m³/s.